# Zhor El Kamch
Zhor El Kamch, Arabisch: زهور الكمش, (Tiflet, 15 maart 1973) is een Marokkaanse langeafstandsloopster. Met haar successen op de baan (in- en outdoor), op de weg en bij het veldlopen heeft ze laten zien een allround atlete te zijn,

## Biografie
El Kamch begon met hardlopen in 1986 op de basisschool in haar geboorteplaats Tiflet. In het begin legde ze zich met name toe op het veldlopen. Ze verhuisde naar Khémisset om te gaan studeren in Khémisset en werd lid van de atletiekvereniging IZK. Toen in 1989 in haar geboorteplaats de vereniging Wydad Tiflet werd opgericht, verhuisde ze terug hiernaar. In datzelfde jaar werd ze wereldkampioene veldlopen voor scholieren in Frankrijk. In dat jaar werd ze ook derde op de 1500 m Op de WK voor scholieren in België.
In 1990 nam ze voor de eerste maal deel op de WK veldlopen voor junioren. Hierna zouden nog vele deelnames aan een WK (junioren en senioren) volgen, waarbij ze haar beste prestatie behaalde in 2006. In het Japanse Fukuoka werd ze zevende op de WK veldlopen (lange afstand) in een tijd van 13.03.
In 1993 ging Zhor El Kamch bij de Sports Association of the Royal Moroccan Army waarbij ze vijfmaal het wereldkampioenschap veldlopen voor militairen won.
In 2004 maakte ze op 30-jarige leeftijd een succesvol marathondebuut in Rotterdam. Ze boekte gelijk een overwinning op de marathon van Rotterdam in een nationaal record van 2:26.10. De Mexicaanse Madaí Pérez eindigde als tweede in 2:27.07. In 2005 werd ze achtste bij de Boston Marathon, waar ze er ruim 10 minuten langer over deed.

## Titels
- Marokkaans kampioene 3000 m - 1990, 1993
- Marokkaans kampioene 5000 m - 1997

## Persoonlijke records
Baan
| Onderdeel | Prestatie | Datum        | Plaats    |
| --------- | --------- | ------------ | --------- |
| 1500 m    | 4.08,09   | 27 juni 1999 | Gateshead |
| 3000 m    | 8.34,85   | 4 juli 2003  | Parijs    |
| 5000 m    | 14.42,53  | 11 juli 2003 | Rome      |
| 10.000 m  | 33.01,29  | 3 juli 2001  | Beiroet   |

Weg
| Onderdeel      | Prestatie | Datum           | Plaats     |
| -------------- | --------- | --------------- | ---------- |
| 10 km          | 31.38     | 11 mei 2003     | Casablanca |
| halve marathon | 1:11.47   | 10 oktober 2004 | Chicago    |
| marathon       | 2:26.10   | 4 april 2004    | Rotterdam  |

Indoor
| Onderdeel | Prestatie | Datum           | Plaats    |
| --------- | --------- | --------------- | --------- |
| 3000 m    | 8.39,27   | 2 februari 2003 | Stuttgart |

## Prestaties

### 3000 m
- 1998: 4e British Grand Prix in Sheffield - 8.52,48
- 1999: 5e Doha Grand Prix - 8.47,51
- 1999: 4e Gran Premio Diputación de Sevilla - 8.44,67
- 2000:  Notturna Di Milano in Milaan - 8.41,96
- 2001:  Josef Odlozil Memorial in Praag - 9.03,41
- 2003: 5e WK indoor - 8.49,55
- 2003:  Meeting Gaz de France – 8.34,85
- 2003:  Norwich Union Classic in Gateshead - 8.36,24
- 2003:  Meeting de Madrid - 8.42,46
- 2003: 7e Wereldatletiekfinale - 8.49,52

### 5000 m
- 1998: 4e Afrikaanse kamp. in Dakar - 16.26,61
- 1999: 16e in series WK in Sevilla - 16.06,20
- 2000: 4e Afrikaanse kamp. in Algiers - 16.03,90
- 2000:  Meeting Atletismo Sevilla - 15.12,23
- 2000: 13e in series OS in Sydney - 16.02,50
- 2001:  WK militairen in Beiroet - 15.34,88
- 2001:  Jeux de la Francophonie - 16.15,56
- 2002:  WK militairen in Tivoli - 15.22,05
- 2002: 5e Golden Gala in Rome - 15.01,34
- 2003: 5e Golden Gala in Rome - 14.42,53
- 2003: 14e WK - 15.29,72
- 2003:  Militaire Wereldspelen - 15.15,41
- 2003: 5e Memorial van Damme - 15.11,78
- 2005:  Jeux de la Francophonie - 16.19,71

### 10.000 m
- 1997:  Pan-Arabische Spelen - 35.36,94
- 2001:  WK militairen in Beiroet - 33.01,29
- 2001:  Jeux de la Francophonie - 34.07,52
- 2005:  Jeux de la Francophonie - 33.41,28

### 5 km
- 2005:  Berkane International - 16.13,3

### 10 km
- 2002:  Casablanca Women's - 31.40
- 2002:  Stadloop in Appingedam - 31.40,8
- 2003:  Course Féminine in Casablanca - 31.37,4
- 2004:  Course Feminine in Casablanca - 31.51
- 2004:  Fès - 32.50,0
- 2005:  Agadir Road Race - 33.27
- 2006:  World's Best in San Juan - 32.19,0
- 2006:  Course Féminine in Casablanca - 32.07
- 2007:  World's Best in San Juan - 32.20
- 2007:  Course Féminine in Casablanca - 31.56
- 2007:  Great Wales Run in Cardiff - 32.34
- 2008: 5e World's Best in San Juan - 31.53

### halve marathon
- 2003: DNF WK in Vilamoura
- 2005:  Middellandse Zeespelen in Almeria - 1:13.50
- 2007:  halve marathon van Muscat - 1:12.54

### marathon
- 2004:  Marathon van Rotterdam - 2:26.09,4
- 2004: 26e Chicago Marathon - 2:53.39
- 2005: 8e Boston Marathon - 2:36.54

### veldlopen
- 1990: 17e WK voor junioren in Aix-les-Bains - 14.49
- 1991: 53e WK voor junioren in Antwerpen - 15.34
- 1998: 13e WK (korte afstand) in Marrakech - 12.59
- 1999: 24e WK (korte afstand) in Belfast - 16.07
- 2000: 9e WK (korte afstand) in Vilamoura - 13.17
- 2001: 29e WK (korte afstand) in Oostende - 15.54
- 2003: 13e WK (korte afstand) in Avenches - 13.11
- 2006: 7e WK (korte afstand) in Fukuoka - 13.03
- 2007: 11e WK in Mombasa - 28.20
- 2008: 65e WK in Edinburgh - 28.27